# Enzo Cucchi
Pour les articles homonymes, voir Cucchi.
Enzo Cucchi, né le 14 novembre 1949 à Morro d'Alba, est un peintre, graveur et sculpteur italien lié au mouvement artistique Trans-avant-garde.

## Biographie
Enzo Cucchi est né à Morro d'Alba en 1949. Autodidacte, il se consacre à la peinture et à la poésie. Il s'établi à Rome  au milieu des années 1970, après s'être installé à Rome, et avoir fait des installations orientées vers le conceptualisme, il se tourne vers la peinture et devient l'un des protagonistes de la  Transavanguardia, développant un langage d'abord néo-expressionniste, puis figuratif et symbolique. Dans ses œuvres il utilise divers matériaux (métal, bois, terre cuite, néon), disposés dans un espace d'exposition ou insérés dans un cadre, certaines sculptures étant conçues pour des espaces extérieurs.
Le Museo Cantonale d'Arte de Lugano conserve huit de ses œuvres.
Il est également apparu dans le film La légende du roi crabe dans lequel il joue le rôle du prince.

## Expositions personnelles
- Enzo Cucchi, Château de Rivoli, Italie (1993)[4]
- Outsider project, Galleria Antonella Villanoba, Foiano della Chiana, Italie (2008-09)[5]

## Filmographie
- La légende du roi crabe (Re Granchio) : le prince